# Kochenit
Kochenit ist die Bezeichnung für ein fossiles Harz, das in triassischem Gestein im Kochental in Tirol gefunden wird.
Sein Entdecker Adolf Pichler fand Mitte des 19. Jahrhunderts kleine Stücke dieser Bernsteinvarietät in einem Mergelkalk der Raibler Schichten (Obere Trias, Karnium) im Kochental und nannte das fossile Harz nach seinem Fundort Kochenit. Noch heute sind in diesem Gebiet seltene Lesefunde möglich. Es handelt sich um zumeist nur millimetergroße tropfenförmige Einschlüsse im Gestein.
Kochenit gehört mit einem Alter von rund 230 Millionen Jahren zu den ältesten bekannten fossilen Harzen. Die botanische Quelle des Harzes ist nicht bekannt.